# Jarne Teulings
Jarne Teulings, född den 11 januari 2002, är en belgisk fotbollsspelare.

## Karriär
Jarne Teulings inledde sin seniorkarriär i Oud-Heverlee Leuven år 2017. Hon har har även spelat för KRC Genk, RSC Anderlecht, FC Twente och Fortuna Sittard innan hon 2024 värvades av Feyenoord. Hon har även representerat det belgiska damlandslaget där hon debuterade år 2020.